# Cyril E. King Airport

i7
i11
i13

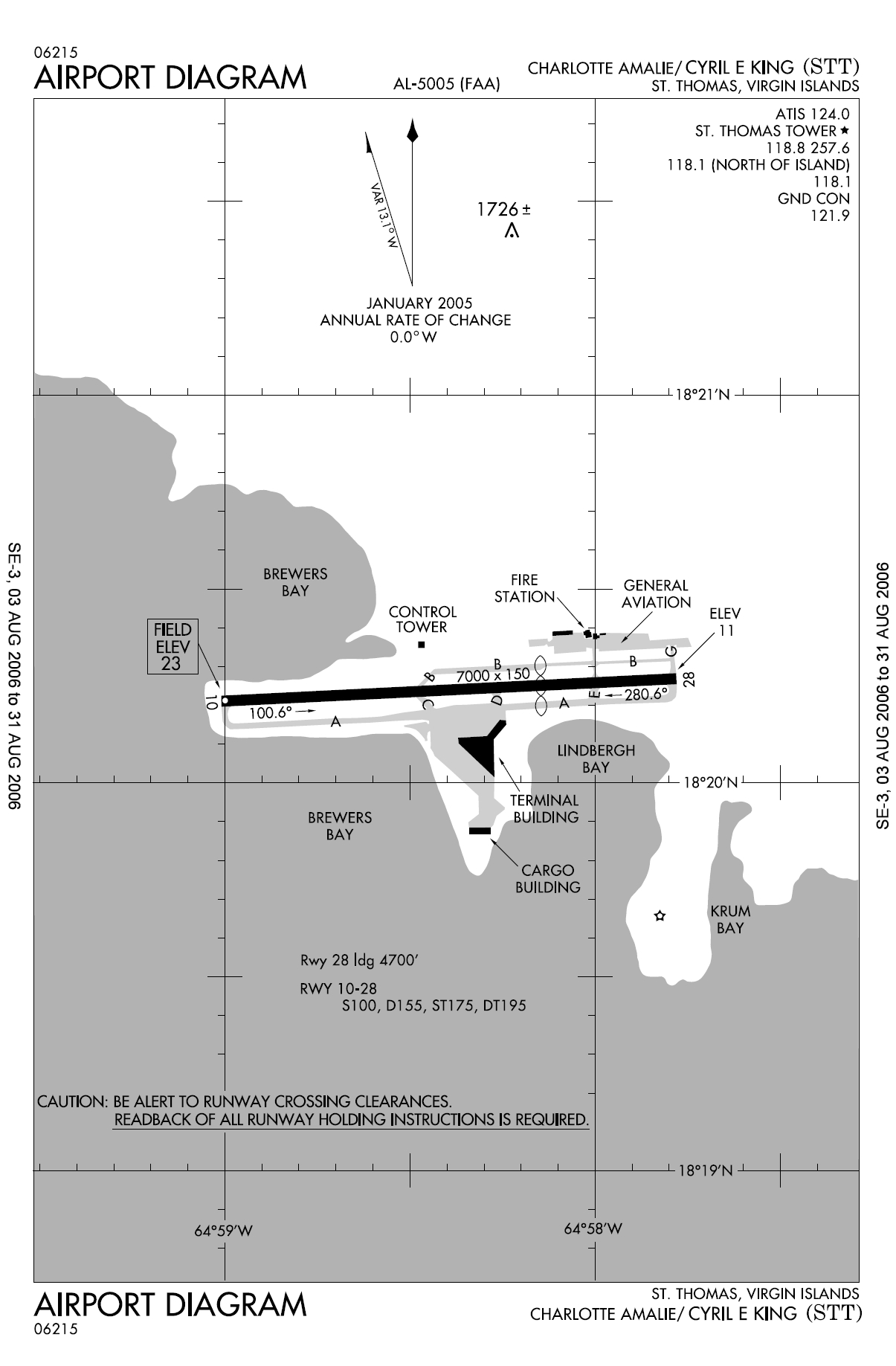
Flughafendiagramm

Der Cyril E. King Airport (IATA-Code: STT, ICAO-Code: TIST, FAA-LID: STT) ist der Flughafen der Stadt Charlotte Amalie auf der Insel Saint Thomas, Amerikanische Jungferninseln, USA.
Der Flughafen wird mit einer Start- und Landebahn betrieben, die mit 2134 Meter relativ kurz ist.

## Geschichte
Der Flughafen wurde ursprünglich für die United States Air Force in den 1930er Jahren erbaut und bis 1939 genutzt. Er war sodann ein reiner ziviler Flughafen und wurde 1950 nach dem amerikanischen Präsidenten Harry S. Truman benannt; seit 1984 trägt er den Namen des ehemaligen Gouverneurs der Amerikanischen Jungferninseln, Cyril E. King.

## Flugziele
Es gibt im Wesentlichen Flugverbindungen zu Zielen in der Karibik sowie auf das US-amerikanische Festland.

## Zwischenfälle
- Am 4. Mai 1949 wurde mit einer Curtiss C-46F Commando der US-amerikanischen Continental Charters (Luftfahrzeugkennzeichen unbekannt) auf dem Flughafen Saint Thomas ein Start versucht, bei dem der Rückenwind von mehr als 18 Knoten weit über dem zulässigen Limit lag. Das Flugzeug schwenkte während des Startlaufs nach links von der Startbahn herunter, die linke Tragfläche schlug in einen Hangar ein, die rechte in eine Kinoleinwand. Das Flugzeug wurde irreparabel beschädigt. Alle drei Besatzungsmitglieder, die einzigen Insassen auf dem Frachtflug, überlebten den Unfall.[6]

- Am 28. Dezember 1970 sprang eine Boeing 727-2A7 der Trans Caribbean Airways (N8790R) während der Landung zweimal wieder hoch, geriet von der Start- und Landebahn ab und fing Feuer. Alle 7 Besatzungsmitglieder und 46 der 48 Passagiere überlebten, 2 Passagiere verbrannten in den Wrackteilen des Flugzeugs.[7][8]

- Am 27. April 1976 schoss eine Boeing 727-95 der American Airlines (N1963) über die Landebahn hinaus. Vorausgegangen war ein sehr spätes Aufsetzen, die Einleitung des Durchstartens und dann wieder dessen Abbruch, alles auf einer damals einschließlich des Overrun-Bereichs nur 1572 Meter langen Landebahn. Dabei wurden 37 der 88 Insassen getötet (siehe auch American-Airlines-Flug 625).[9]

- Am 26. Oktober 1981 wurde eine Lockheed L-749A/VC-121B Constellation der Aerolineas Argo aus der Dominikanischen Republik (HI-328) im Anflug auf den Flughafen Saint Thomas-Cyril E. King 5,6 Kilometer westlich davon in die Karibik geflogen. Bei starkem Regen wurde eine Kurve derart niedrig ausgeführt, dass die rechte Tragflächenspitze das Wasser berührte und das Flugzeug sich überschlug. Der Bug wurde abgerissen, weshalb die drei Besatzungsmitglieder getötet wurden. Die beiden Passagiere auf dem Frachtflug überlebten, da die Maschine noch 15 Stunden schwamm.[10][11]

- Am 17. Januar 2011 kam es an einer Convair CV-340-71 der US-amerikanischen Tiger Contract Cargo (N8277Q) kurz nach dem Start vom Flughafen Saint Thomas-Cyril E. King zu einem Brand des linken Triebwerks. Schon beim Start hatte der Kontrollturm die Piloten darüber informiert, dass starker Rauch aus diesem Motor kam. Der Kapitän antwortete, es sei alles in Ordnung und das Flugzeug sei halt schon alt. Kurz danach meldete die Flugsicherung den Piloten, dass nun Flammen aus dem Triebwerk kämen, worauf der Erste Offizier antwortete, alle Anzeigen seien normal. Als die Piloten das Feuer selbst sahen, wurde das Triebwerk abgestellt, brannte jedoch weiter. Nach dem Umkehren funktionierten bei der Landung weder die Bremsen noch die Bugradsteuerung, während ständig Teile vom Flugzeug herunterfielen. Es verließ die rechte Seite der Start- und Landebahn, überquerte eine Rollbahn und eine Begrenzungsstraße, durchstieß dann den Flughafenzaun und kam mit dem Bugteil über einer öffentlichen Straße außerhalb des Flughafengeländes zum Stehen. Als Unfallursache wurden die Entscheidungen des Kapitäns festgestellt, den Flug trotz Fehlzündungen fortzusetzen, auch nachdem schwarzer Rauch und Flammen gemeldet worden waren. Beide Piloten, die einzigen Insassen auf dem Überführungsflug, überlebten den Unfall.[12]

## Galerie

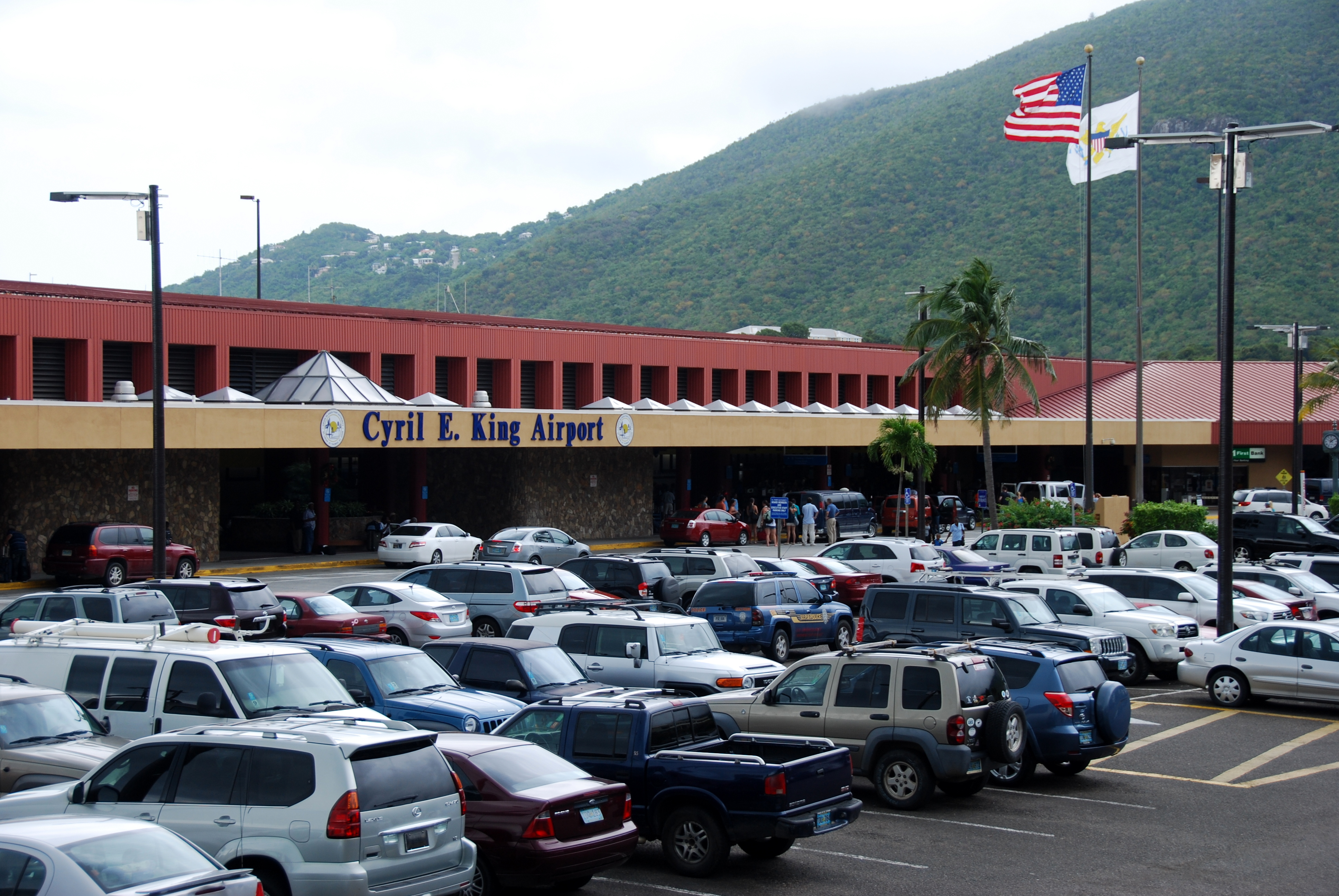
Terminal
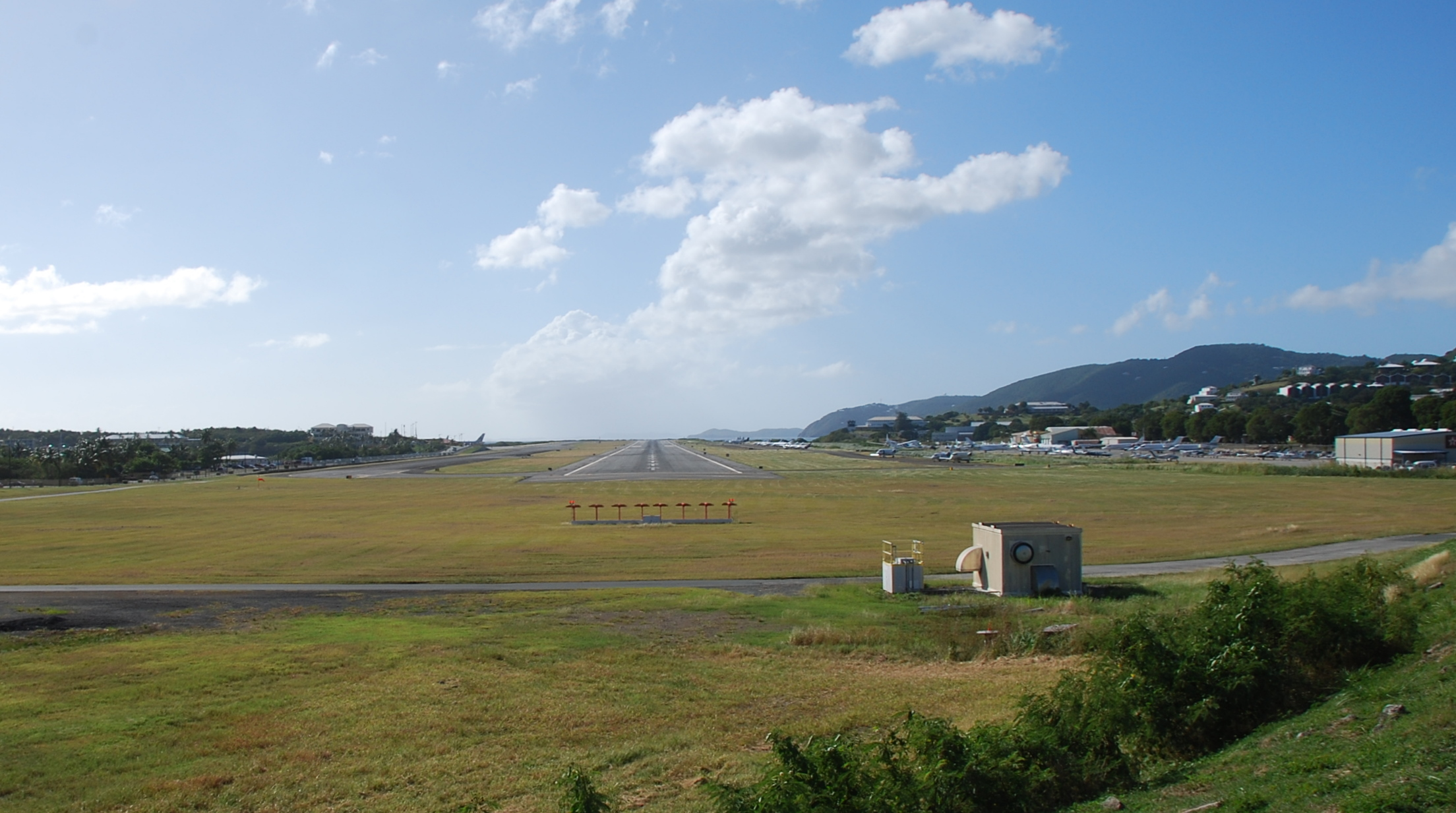
Start-/Landebahn